# Caloptilia acericola
Caloptilia acericola är en fjärilsart som beskrevs av Tosio Kumata 1966. Caloptilia acericola ingår i släktet Caloptilia och familjen styltmalar. Inga underarter finns listade i Catalogue of Life.